# Vietnamesische Nationaluniversität Hanoi
Die Vietnamesische Nationaluniversität Hanoi (VNU; vietnamesisch Đại học Quốc gia Hà Nội, ĐHQGHN, englisch Vietnam National University, Hanoi, französisch Université nationale du Viêt Nam de Hanoï) ist eine öffentliche Forschungsuniversität in Vietnam. Die Universität hat 10 Mitgliedsuniversitäten und Fakultäten. Die VNU ist eine nationale Universität und die renommierteste Universität in Vietnam. Sie belegt in der QS ASIA University Rankings 2019 den 124. Platz in Asien.

## Geschichte
Im Laufe ihrer Geschichte hat die Universität mehrere Namensänderungen erfahren: die Universität von Indochina (Université Indochinoise, 東 法 大學 oder Đại học Đông Dương; gegründet 1906), die Vietnam National University (Trường Đại học Quốc gia Việt Nam; November 1945), und der Universität von Hanoi (Trường Đại học Tổng hợp Hà Nội; Juni 1956). 1993 wurde die Vietnam National University in Hanoi (Đại học Quốc gia Hà Nội) durch Zusammenlegung der Universität von Hanoi, der Hanoi National University of Education (HNUE) und des College of Foreign Languages gegründet.
Die Einrichtung besitzt außerdem zwei Gymnasien für begabte Schüler in Fremdsprachen (Foreign Language Specialized School) und Naturwissenschaften (High School für begabte Schüler, Hanoi University of Science).

## Mitgliedsinstitutionen
Die Vietnam National University in Hanoi umfasst die folgenden Mitglieder (Universitäten, Schulen):
- VNU Universität für Wissenschaft (VNU-HUS)
- VNU Universität für Sozial- und Geisteswissenschaften (VNU-USSH)
- VNU Universität für Sprachen und internationale Studien (VNU-ULIS)
- VNU Universität für Ingenieurwesen und Technologie (VNU-UET)
- Wirtschaftsuniversität VNU (VNU-UEB)
- VNU-Bildungsuniversität (VNU-UED)
- Vietnam Japan Universität (VNU-VJU)
- VNU School of Law (VNU-LS)
- VNU School of Business (VNU-HSB)
- VNU School of Interdisciplinary Studies (VNU-SIS)
- VNU International School (VNU-IS)
- VNU Schule für Medizin und Pharmazie (VNU-SMP)